# 桑泽诺
桑泽诺（義大利語：Sanzeno），是意大利特伦托自治省的一个市镇。总面积8平方公里，人口974人，人口密度121.8人/平方公里（2009年）。ISTAT代码为022169。